# Dryophytes squirellus
Espèce
Synonymes
- Hyla squirella Daudin, 1800
- Hyla delitescens LeConte, 1825
- Hyla flavigula Glass, 1946
- Hyla goini Auffenberg, 1956

Statut de conservation UICN

 LC  : Préoccupation mineure
Dryophytes squirellus est une espèce d'amphibiens de la famille des Hylidae.
Elle partage le nom de rainette de la Caroline avec la Hyla cinerea.

## Répartition
Cette espèce est endémique des États-Unis. Elle se rencontre dans les États du Sud-Est : en Virginie, en Caroline du Nord, en Caroline du Sud, dans le sud de la Géorgie, en Floride, en Alabama, au Mississippi, en Louisiane, dans l'extrême sud-est de l'Oklahoma, dans l'est du Texas,.
Elle a été introduite sur les îles de Grand Bahama et d'Andros aux Bahamas.

## Description

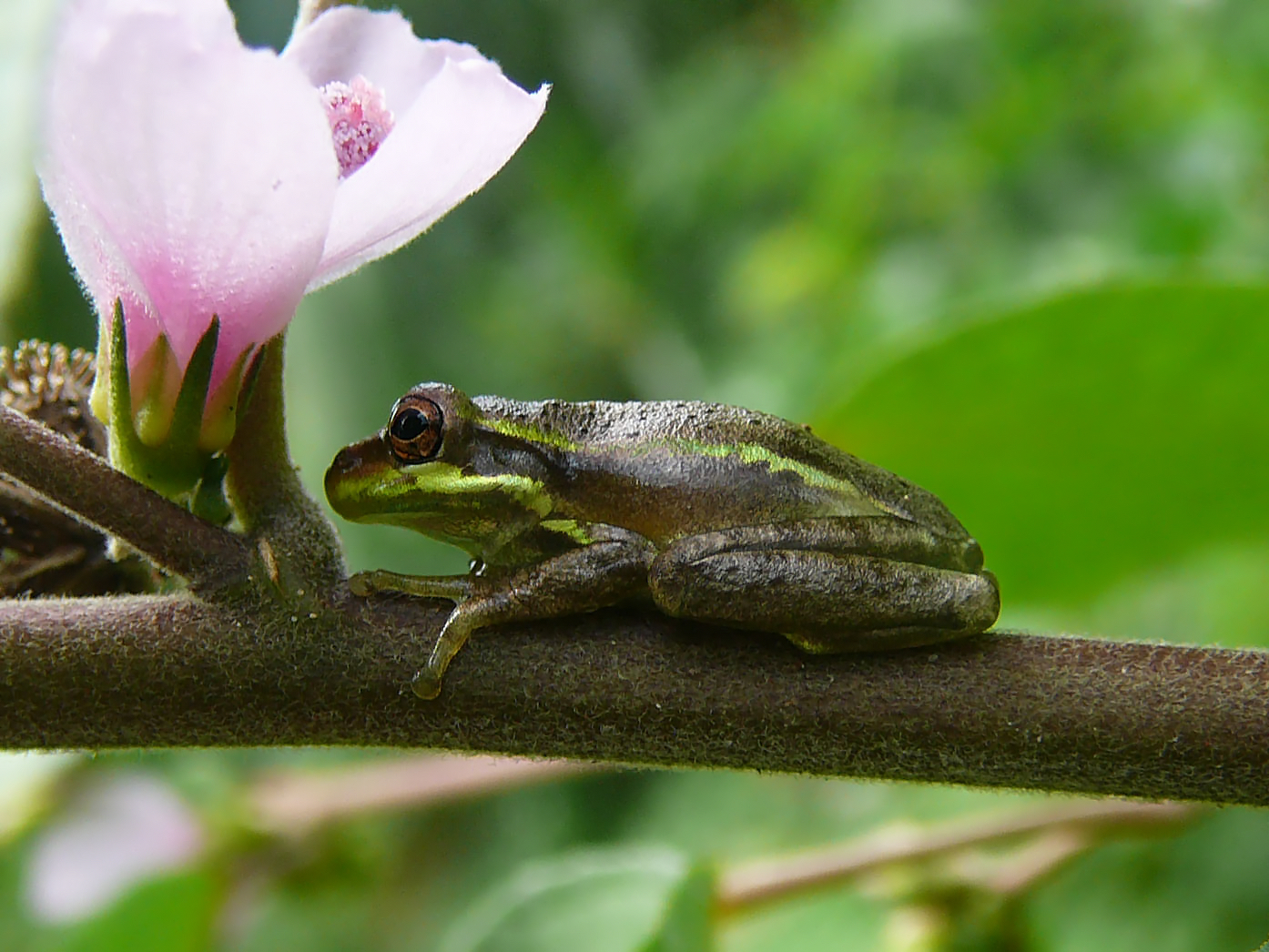
Hyla squirella

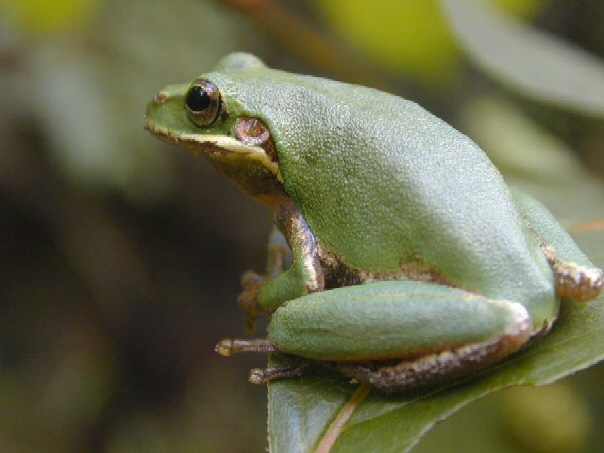
Hyla squirella

Cette grenouille arboricole mesure adulte entre 2 et 4 cm. C'est une espèce nocturne qui vit sur les plaines côtières.

## Taxinomie
D'après Fouquette et Dubois en 2014, Bosc n'est pas le descripteur original de cette espèce contrairement à ce qui est mentionné dans la publication originale mais bien Daudin.

## Publication originale
- Daudin, 1800 : Histoire naturelle des quadrupèdes ovipares, (texte intégral).